# Araeoncus toubkal
Araeoncus toubkal är en spindelart som beskrevs av Robert Bosmans 1996. Araeoncus toubkal ingår i släktet Araeoncus och familjen täckvävarspindlar.
Artens utbredningsområde är Marocko. Inga underarter finns listade i Catalogue of Life.